# 27 Bryllupper
27 Bryllupper er en romantisk komediefilm fra 2008 instrueret af Anne Fletcher og skrevet af Aline Brosh McKenna. I filmen ses blandt andre Katherine Heigl og James Marsden. 

## Handling
Jane Nichols har svært ved at sige nej, hvilken resulterer i at hun en aften bliver nødt til at optræde ved to bryllupper samtidigt. Der møder hun den kyniske journalist Kevin Doyle, der opdager at hun løber til og fra brylluppet, og hans store gennembrud hos det magasin han arbejder for viser sig, da Jane glemmer sin kalender i taxaen og han finder den. 
Janes lillesøster Tess, kommer til byen og Jane tager hende med til en fest hvor hun møder Janes chef George som hun øjeblikkelig forelsker sig i. Jane, der selv er hemmelig forelsket i George, må se til mens han gør kur til hendes lillesøster, og Tess og George finder hurtig sammen, til trods for at Tess kun lader som om hun kan lide de samme ting som ham. Snart annoncerer det lykkelige par, at de skal giftes og Tess giver Jane opgaven, at være hendes bryllupsarrangør.  
En af Janes ynglingsting er at læse sektionerne om bryllupper i søndagsavisen, skrevet af Malcolm Doyle, og hun bliver glad da hun finder ud af at det er ham, der skal skrive om søsterens bryllup. Glæden varer dog kort, da hun opdager at det er Kevin der gemmer sig bag navnet, da hun ved at han synes at bryllupper er meningsløse. Kevin bestemmer sig dog for, at følge Jane der virker som en mere interessant historie. 
Jane, der ikke kender Kevins virkelige grund til at skrive om brylluppet, og lader sig interviewe til en artikel om Tess og George. Hjemme hos Jane opdager Kevin et skab fuld af kjoler, og beder hende om at vise ham dem. Det går Jane med til, og snart bliver det klart for Kevin at hun har været brudepige til 27 bryllupper, og han tager billeder af hende i kjolerne. Kevin færdiggøre sin artikel om hende, og de 27 kjoler, hvilken hans chef er begejstret for, og Kevins ønske om at komme til at skrive mere seriøse artikler ser ud til at gå i opfyldelse. Mens Kevin har skrevet artiklen om Jane er han kommet til at synes om hende, og han beder sin chef om at vente med at bringe artiklen til han har fortalt Jane om den. 
Men redaktøren vælger at bringe artiklen tidligere, og den rammer en fuldstændig uforberedt Jane, der har haft en sjov aften og nat med Kevin og alkohol. Tess er rasende over at hun bliver kaldt en bridezilla i avisen, og truer med sagsanlæggelse, og ser ikke sin søsters fortvivlelse. Jane, hvis højeste ønske er at blive gift i deres mors brudekjole, opdager at Tess, der har lånt den, har ødelagt den fuldstændig, men indvilliger alligevel i at holde tale aften til parrets forlovelsesfest. Jane der har fået nok af alle de løgne Tess har fortalt George giver hende et ultimatum til festen, om at fortælle George sandheden. Men dette gør Tess ikke, og talen som Jane holder for store konsekvenser for det forlovede par, da George vælger at bryde med Tess.  
Kevin har overværet hele talen, og han lykønsker hende for hendes ærlighed, og giver hende en elektronisk kalender. Senere på arbejdet fortæller George at han er glad for at Jane ikke kan sige nej, og Jane indser at hun kun er der fordi hun er forelsket i George. Hun kysser George, men opdager at der ingen følelser er tilbage, så hun føler sig fri og siger op. Hun beslutter sig for at få talt ud med Kevin, men han er til en ny bryllupsreception. Hun finder ud af det forgår på et skib, og når lige at komme om bord inden landgangsbroen bliver fjernet. Der fortæller hun ham foran alle gæsterne til festen, at hun er forelsket i ham. 
Et år senere er folk indbudt til bryllup for Jane og Kevin, og mens gæsterne bliver vist hen til deres pladser mødes Tess og George igen efter deres brud. Jane går op mod Kevin og brylluppet kan begynde, og sammen med hende er de 27 kvinder der før har bedt hende om at være deres brudepige. 

## Medvirkende
- Katherine Heigl som Jane Nichols
- Peyton List som unge Jane Nichols
- James Marsden som Malcolm Kevin Doyle
- Malin Åkerman som Tess Nichols
- Charli Barcena som unge Tess Nichols
- Edward Burns som George
- Judy Greer som Casey
- Maulik Pancholy som Trent
- Melora Hardin som Maureen
- Brian Kerwin som Hal Nichols
- David Castro som Pedro